# Parochetus communis
Espèce
Classification APG III (2009)
Synonymes
- Parochetus major D. Don
- Parochetus oxalidifolia Royle

Statut de conservation UICN

 LC  : Préoccupation mineure
Parochetus communis est une espèce de plantes à fleurs de la famille des Fabaceae et du genre Parochetus.